# Real World Records
Real World Records is een Brits platenlabel dat gespecialiseerd is in wereldmuziek. Het werd in 1989 opgericht door de Engelse muzikant Peter Gabriel. Een groot deel van de muziek die Real World Records heeft uitgebracht is opgenomen in de Real World Studios in Engeland. Peter Gabriel had eerder het WOMAD festival opgericht. Real World maakte het mogelijk om muziek op te nemen en uit te brengen van artiesten die naar het Verenigd Koninkrijk kwamen voor het WOMAD festival.
In 1999 had het label wereldwijd meer dan 3 miljoen platen verkocht en 90 albums uitgebracht. In 2014 had het de mijlpaal van meer dan 200 albums bereikt. Verschillende artiesten behaalden mede dankzij Real World Records (internationale) successen, bijvoorbeeld Nusrat Fateh Ali Khan, The Blind Boys of Alabama, Afro Celt Sound System en Papa Wemba.

## Artiesten
Voorbeelden van artiesten die muziek hebben uitgebracht via Real World Records:
- Afro Celt Sound System
- Charlie Winston
- Djivan Gasparyan
- Doudou N'Diaye Rose
- Estrella Morente
- Justin Adams
- Mari Boine
- Nusrat Fateh Ali Khan
- Ozomatli
- Papa Wemba
- Peter Gabriel
- Portico Quartet
- Sevara Nazarkhan
- Susana Baca
- The Blind Boys of Alabama
- The Holmes Brothers
- Tom Diakité
- Totó la Momposina
- Värttinä
- Youssou N'Dour
- Yungchen Lhamo